# Bargebur
Bargebur is een dorp in de Landkreis Aurich in de Duitse deelstaat Nedersaksen. Bestuurlijk maakt het deel uit van de stad Norden.
Het dorp heeft een hervormde kerk uit de zeventiende eeuw. De stichting van de kerk hangt samen met de weigering van het toenmalige stadsbestuur van Norden om binnen die stad, in meerderheid Luthers, de bouw van een hervormde kerk toe te staan. In Oost-Friesland botsten beide hoofdstromingen van de Reformatie vrij heftig, Norden lag op de grens van beide stromingen. De graaf van Lütetsburg, Dodo II van Inn und Kniphausen, was bereid om op zijn grond een hervormde kerk te laten bouwen, Bargebur was daarbij binnen zijn territoir het dichtste bij Norden. De kerk werd in 1684 gebouwd.
Vanuit Norden werd met alle mogelijke middelen gepoogd de bouw van de hervormde kerk te saboteren. De stad moest zijn verzet echter opgeven toen de keurvorst van Brandenburg zich opwierp als beschermheer van de bouw.